# 램풋
《램풋》 및《람푸의 대소동》(Lamput)은 인도의 어린이 텔레비전 단편 애니메이션으로, 바이브하브 스튜디오의 바이브하브 쿠마레시, 카툰 네트워크 아시아가 제작했다. 시즌 1과 2는 2분으로 연장된 15초 분량, 시즌 3은 3~5분 분량의 초단편으로 구성되며, 카툰네트워크 인도 채널과 부메랑에 방송되었다.
총 3개의 시즌이 방송되었고, 일부 요소를 제외하고 작품 내 별다른 언어적 표현이 없는 애니메이션 시리즈로, 한국에서는 2017년 《램풋》이라는 제목으로《과일인척 해요》에피소드가 방송되어 '영상공감'에서 "람푸의 대소동"이라는 이름으로 2020년 7월 10일에 DVD를 통해 발매되었으며, 전체 관람가 심의를 받았다.

## 수상
2017년, 2018년에 '올해의 사례 연구 분야'와 '최우수 애니메이션 에피소드 분야'로 두 개의 최우수 애니메이션 프레임 어워드의 상을 수상했으며, 시즌 2는 2019년 국제 에미상 아동 애니메이션 분야 후보에 올랐다.
| 연도 | 수상                            | 분류                              | 결과 | 참고 자료 |
| ---- | ------------------------------- | --------------------------------- | ---- | --------- |
| 2017 | 최우수 애니메이션 프레임 어워드 | Case Study of the Year            | 수상 | [ 3 ]     |
| 2018 | 최우수 애니메이션 프레임 어워드 | 최고의 애니메이션 에피소드 (인도) | 수상 | [ 4 ]     |